# جن‌گیری (فیلم ۲۰۲۴)
جن‌گیری (به انگلیسی: The Exorcism) یک فیلم ترسناک و دلهره‌آور آمریکایی محصول سال ۲۰۲۴ به نویسندگی و کارگردانی  مارک الکساندر فورتین و جاشوآ جان میلر با بازی راسل کرو، رایان سیمپکینز، کلویی بیلی، سم ورثینگتون، دیوید هاید پیرس و سامانتا ماتیس است.
این فیلم در تاریخ ۷ ژوئن ۲۰۲۴ توسط ورتیکال انترتینمنت در ایالات متحده اکران شد.

## داستان
در حین فیلمبرداری یک فیلم ترسناک، بازیگری مشکل دار شروع به نمایش رفتارهای عجیب و غریب می کند. دخترش ابتدا فکر می کند او دوباره به دامن اعتیاد افتاده اما چیزی شیطانی در میان است...

## تولید
فیلمبرداری در ویلمینگتن، کارولینای شمالی در نوامبر ۲۰۱۹ آغاز شد، و در دسامبر به پایان رسید.
در آوریل ۲۰۲۴، عنوان فیلم از پروژه جورج تاون به جن‌گیری تغیر کرد.